# Verrucastygnus caliginosus
Verrucastygnus caliginosus – gatunek kosarza z podrzędu Laniatores i rodziny Stygnidae. Jedyny znany przedstawiciel monotypowego rodzaju Verrucastygnus.

## Występowanie
Gatunek wykazany z Brazylii.